# 30 octobre 1981
Le vendredi 30 octobre 1981 est le 303e jour de l'année 1981.

## Naissances
- Ayaka Kimura, actrice, chanteuse et idole japonaise
- Barthélemy Grossmann, acteur français
- Fatima Zahra Bennacer, actrice marocaine
- Fiona Dourif, actrice  américaine
- Ian Snell, joueur de baseball américain
- Ivanka Trump, femme d'affaires, écrivain et ancien mannequin américain
- Jean-Roger Lappé-Lappé, joueur de football camerounais
- Jun Ji-hyun, actrice sud-coréenne
- Kendra Zanotto, pratiquante de natation synchronisée américaine
- Muna Lee, athlète américaine spécialiste des épreuves de sprint
- Nicolas Laharrague, joueur français de rugby à XV
- Rubén Pérez, coureur cycliste et directeur sportif espagnol
- Shaun Sipos, acteur canadien
- Steve Peacocke, acteur australien
- Yohan Hautcœur, footballeur français

## Décès
- Aline van Barentzen (née le 7 juillet 1897), pianiste franco-américaine
- Lew Jenkins (né le 4 décembre 1916), boxeur américain
- Marguerite Gurgand (née en 1916), écrivaine française
- Paul Mousset (né le 3 avril 1907), journaliste français

## Événements
- Découverte de 3973 Ogilvie
- Découverte de (4072) Yayoi
- Découverte de 7991 Kaguyahime
- Découverte de 9153 Chikurinji
- Sortie de l'album Olympia 81